# Гастфер, Михаил Павлович
Михаил Павлович Гастфер (1900, Харьков, Российская империя — апрель 1989, Москва, СССР) — советский библиографовед, педагог, кандидат педагогических наук (1960) и профессор, ученик Б. С. Боднарского, А. А. Покровского, Е. И. Шамурина, Н. П. Киселёва и А. Д. Эйхенгольца.

## Биография
Родился 23 октября 1900 года[по какому календарю?] в Харькове (по другим данным — в Москве) в семье управляющего Харьковской конюшней  Государственного коннозаводства полковника Павла Егоровича фон Гастфера (1854—?). Его отец, ставший впоследствии генерал-лейтенантом, происходил из древнего остзейского рода Гастфер, который к тому времени уже обеднел и утратил почти все свои владения в Прибалтике.
В 1918 году окончил 7-ю Московскую гимназию, в 1918 году поступил на библиотечные курсы при Народном университете А. Л. Шанявского, который окончил в 1919 году. В 1921 году поступил на экономическое отделение факультета общественных наук МГУ, который окончил в 1926 году. С 1924 по  1931 год работал библиотекарем в библиотеке военной школы при ВЦИК в Кремле, вдобавок в Государственной центральной книжной палате РСФСР. Начиная с 1931 года работал в ГНБ (Государственной научной библиотеке) ВСХВ, где возглавил библиографическое отделение и одновременно являлся учёным-секретарём, в том же году началась его преподавательская деятельность — начал работать в МГБИ, где читал лекции до 1949 года, когда уволился из библиотеки и до своей смерти постоянно работал в институте.
Был пионером создания специального направления подготовки библиотечных кадров для системы научных и технических библиотек. Во время работы в МГБИ постоянно организовывал соответствующие факультативы, кафедры технической библиографии, разрабатывал специальные учебные планы. Воспитал плеяду молодых специалистов в области библиографоведения и библиотековедения, под его руководством были защищены ряд диссертаций. Являлся профессионалом с большой буквы, а также был знатоком самого широкого профиля — архитектуры, истории, литературы и прочих остальных научных и культурных дисциплин, а также всех остальных отраслей, также являлся путешественником. Жил и работал в Москве по адресам Хорошёвское шоссе, 5 (дом снесён) и Таллинская улица, 32к1
Скончался в апреле 1989 года в Москве. Похоронен на Новодевичьем кладбище.

## Научные работы
Основные научные работы посвящены библиографоведению и вопросам библиотековедения. Автор свыше 85 научных работ, книг, учебников, учебных и учебно-методических пособий, а также научных сборников, справочников и рецензент многих библиографических изданий.

## Членство в обществах
- Старший консультант по библиографии в БСЭ.
- Член Центральной научной методической комиссии Минвуза СССР.